# ГЕС Hémiànshī
ГЕС Hémiànshī (合面狮水电站) — гідроелектростанція на півдні Китаю у провінції Гуансі. Використовує ресур із річки Хецзян, лівої притоки третьої за довжиною річки країни Сіцзян (завершується в затоці Південно-Китайського моря між Гуанчжоу та Гонконгом).
В межах проекту річку перекрили бетонною греблею висотою 55 метрів та довжиною 198 метрів. Вона утримує водосховище з об'ємом 296 млн м3 та припустимим коливанням рівня поверхні у операційному режимі між позначками 80 та 88 метрів НРМ (під час повені рівень може зростати до 91,2 метра НРМ).
Пригреблевий машинний зал обладнали чотирма турбінами потужністю по 17 МВт, які у 1989—1996 роках були модернізовані до показника у 20 МВт. За рік вони забезпечують виробництво 325 млн кВт-год електроенергії.